# Малая Волоковая
Ма́лая Во́локовая (фин. Maattivuono) — губа в Варяжском заливе Баренцева моря. Ограничена с северо-востока полуостровом Средним. Административно относится к Мурманской области России.

## Описание

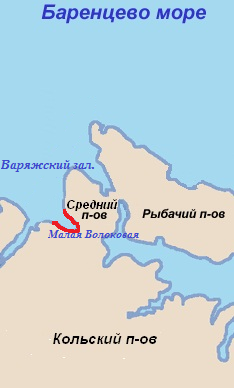
Малая Волоковая губа на карте полуострова Рыбачий

Имеет вытянутую, сужающуюся к юго-востоку форму. Длина — 8 километров, ширина — до 3,8 километра. На западе губа условно ограничена мысами Волоковый на севере и Хирвасниеми на юге. Длина береговой линии около 20 километров. Глубина — до 141 метра в западной части и около 95-110 метров в центральной части. Берега скалистые, покрытые тундровой растительностью. С окрестных возвышенностей в губу впадает несколько ручьёв. Высота прилегающих сопок достигает 120—160 метров. От южного окончания губы начинается хребет Мустатунтури, высотой до 262 метров.
В юго-восточной части Малой Волоковой лежит несколько небольших островов, а вдоль всего побережья — множество надводных и осыхающих камней. В залив вдаётся несколько мысов — Каммиониеми, Пунайненниеми, Сантеринниеми, Ахкиониеми и другие. В южной части губы расположен небольшой, длиной всего около 500 метров, фьорд Питкявуоно.

## История
В настоящее время населённых пунктов на Малой Волоковой нет. С конца XIX века до начала XX века на побережье губы находилась колония Малая Мотка. По переписи 1888 года в колонии проживало 32 человека — 15 финнов и 17 саамов. Постройки колонии сохранялись до 1940-х годов. С 1920 по 1944 год, когда территория юго-западного берега губы принадлежала Финляндии (в составе региона Петсамо), здесь была расположена пограничная застава Казарма Ивари. А на западном берегу Малой Волоковой в период 1940—1941 годов дислоцировались 5-я и 6-я заставы 100-го пограничного отряда НКВД СССР.
Во время Великой Отечественной войны по губе проходила линия фронта, советские войска занимали территорию полуострова Средний, а войска Германии — юго-западный материковый берег. На западном берегу залива проходили высадки разведотрядов Северного Флота СССР. Так, 29-31 марта 1943 года на западном берегу губы произошёл бой между немецкими пограничниками и советской разведгруппой капитана Юневича. В память об отважных действиях советских солдат на месте боя и в районе, где дислоцировалась 6-я погранзастава, были возведены обелиски.
В ходе Петсамо-Киркенесской наступательной операции на южном берегу губы Северным флотом был высажен тактический морской десант в губе Малая Волоковая 9—10 октября 1944 года.

## Этимология
Название губы происходит от слова «волок» и связано с тем, что через перешеек между губой Малая Волоковая и губой Кутовой по системе озёр и ручьёв (озеро Чернявка, ручьи Кайраярви, Йаухонокаярви и Переярви) ранее перетаскивались суда. В 1977 году здесь был проведён специальный эксперимент, показавший, что по перешейку длиной 5,5 километра можно было перетащить средних размеров рыбацкое судно за 4 с небольшим часа.

## Карты
- Лист карты R-36-XIX,XX Заполярный. Масштаб: 1 : 200 000. Указать дату выпуска/состояния местности.
- Лист карты R-36-75,76 Вайдагуба. Масштаб: 1 : 100 000. Издание 1987 г.
- Лист карты R-36-87,88 Печенга. Масштаб: 1 : 100 000. Состояние местности на 1968 год. Издание 1981 г.
- Лист карты R-36-76-В,Г.
- Лист карты R-36-88-А,Б.